# Madagascar, Carnet de voyage
Madagascar, Carnet de voyage es una película del año 2009.

## Sinopsis
La Famadihana es una costumbre malgache que significa “regreso de los muertos”. Demuestra la importancia del culto a los antepasados y es la ocasión de importantes festividades, danzas y sacrificios de cebúes. La película está rodada como un diario de viaje que sigue el recorrido de un viajero occidental en busca de estas costumbres. Pasan las páginas, se animan los dibujos, desfilan los lujuriantes paisajes de Madagascar. Pueden empezar las celebraciones…

## Premios
- Festival Internacional de Cine de Animación de Annecy (Francia) 2009
- Festival Animania, Ottawa, 2009